# Taintaturus hopkinsi
Taintaturus hopkinsi är en kvalsterart som beskrevs av Cook 1983. Taintaturus hopkinsi ingår i släktet Taintaturus och familjen Aturidae. Inga underarter finns listade i Catalogue of Life.